# ليوباردو سيكييروس
ليوباردو سيكييروس (بالإسبانية: Leobardo Siqueiros)‏ هو لاعب كرة قدم مكسيكي في مركز الدفاع، ولد في 3 فبراير 1994 في لوس موتشيس في المكسيك. لعب مع نادي مونتيري.

## وصلات خارجية
- ليوباردو سيكييروس على موقع قاعدة بيانات كرة القدم.إي يو (الإنجليزية)
- ليوباردو سيكييروس على موقع Soccerway.com (الإنجليزية)